# Пјер Брен
Пјер Брен (Леополдсберг, 26. октобар 1900 — 6. новембар 1951) био је белгијски фудбалер. Играо је на позицији везњака, а наступао је за Бершхот између 1919. и 1933. године. Такође је представљао Белгију на Летњим олимпијским играма 1928. и на Светском првенству 1930. године.
Пјеров брат Рејмонд је такође био белгијски репрезентативац.